# Torysa
Torysa (in ungherese Tarca) è un comune della Slovacchia facente parte del distretto di Sabinov, nella regione di Prešov.